# 雷纳托·扎卡雷利
雷纳托·扎卡雷利（義大利語：Renato Zaccarelli，1951年1月18日—），意大利男子足球运动员，场上位置是中场。他曾代表意大利国家队参加1978年国际足联世界杯和1980年欧洲足球锦标赛。